# Addicted to solitude
Addicted to solitude er en dokumentarfilm instrueret af Jon Bang Carlsen efter eget manuskript.

## Handling
Jeg rejste i Sydafrika for at finde en hvid familie på en øde farm og lave en film om, hvordan de har klaret omstillingen fra apartheid til demokrati. Men det varede ikke længe, før jeg var faret vild, både på de endeløse sydafrikanske landeveje og i mit eget sind. Sådan siger Jon Bang Carlsen om »Addicted to solitude«, der i virkeligheden er skitserne til en film, der aldrig blev til noget. Filmen er et portræt af to hvide kvinder med forskellig baggrund. Det, de har til fælles, er ensomheden, og oplevelsen af store tab i livet. Fælles er de også om at tilhøre det hvide mindretal i Sydafrika, hvis verdensbillede rystes efter apartheids fald.